# Bob Marley - One Love
Bob Marley - One Love è un film del 2024 co-sceneggiato e diretto da Reinaldo Marcus Green.
La pellicola narra la vita del celebre cantautore giamaicano Bob Marley, la scalata al successo, la musica, il mancato attentato e il lato politico.

## Trama
Il film ripercorre un breve, ma importante lasso di tempo per la consacrazione di Bob Marley, attraverso flashback che ricordano l'infanzia e l'adolescenza del cantautore.
Nel 1976 la Giamaica sta attraversando un periodo cupo e violento: i due partiti politici, il Partito Nazionale del Popolo (Giamaica), guidato da Michael Manley, e il Partito Laburista Giamaicano, capitanato da Edward Seaga, si contendono il potere al governo, e per farlo incitano i propri sostenitori ad una lotta armata molto sanguinosa; inoltre, in quel periodo i giamaicani che hanno aderito al Rastafarianesimo vengono emarginati e presi di mira dalle forze di polizia.
Bob Marley, che in adolescenza è diventato un rasta, ha incantato il mondo con la sua musica, pubblicando successi come Get Up, Stand Up e No Woman, No Cry; è convinto che l'unica soluzione per portare la pace in Giamaica sia la musica. Dunque, insieme al suo gruppo storico, The Wailers, organizza un concerto gratuito al National Heroes Park di Kingston, chiamato Smile Jamaica Concert. Due giorni prima, però, il cantante, la band e alcune persone vicine a lui subiscono un attentato da parte di alcuni sostenitori politici, forse di Manley, che sparano diversi colpi di pistola e fucile verso i malcapitati: Marley viene leggermente ferito al braccio sinistro e al petto, mentre il suo manager, Don Taylor, e sua moglie Rita vengono feriti in maniera più grave, ma fortunatamente entrambi sopravvivono. Questo evento turba molto sia Marley sia chi è vicino a lui, tanto che in molti cercano di convincere il cantante a non esibirsi sul palco.
Prima di ogni concerto, Bob ha un flashback di quando era molto piccolo: si trova in un campo di grano, accerchiato dalle fiamme, e spunta fuori una figura con uniforme britannica a cavallo, che ricorda al cantante il padre, figura che non ha mai conosciuto e visto solo in una vecchia fotografia. Nonostante ciò, il 5 dicembre del 1976 Bob sale sul palco e, insieme ai The Wailers e alle I Threes, si esibiscono di fronte a migliaia di giamaicani, portando serenità e allegria per qualche ora: poco prima di iniziare a cantare, però, Bob ha la visione del ragazzo che gli ha sparato tra la folla accorsa per il concerto; durante la serata, Bob mostra ai presenti le ferite causate dai colpi di pistola.
Nonostante il successo del concerto, Marley decide, insieme alla moglie e i figli, di trasferirsi da sua madre nel Delaware, per poi volare oltreoceano a Londra, insieme al suo gruppo: lì, una sera, viene fermato dalla polizia e arrestato per possesso di marijuana. Successivamente, nella sala d'incisione di Chris Blackwell, Marley fa la conoscenza del chitarrista giamaicano Junior Marvin-Hanson, il quale lo aiuta nella creazione del suo album più famoso, Exodus, che contiene tracce come Three Little Birds, Jamming, One Love/People Get Ready ed Exodus, che rendono Bob Marley & the Wailers il gruppo più richiesto in Europa, il quale inizia subito il tour, con tappe in Danimarca, Germania Ovest, Italia e Francia. Proprio a Parigi, Rita e Bob hanno un brusco scontro, il quale termina con un breve allontanamento di Rita, la quale avverte il marito delle reali intenzioni del manager, Don Taylor, accusandolo di voler tenere una percentuale maggiore sul cachet del cantante. Dopo essersi accertato di quanto dettogli dalla moglie, Bob si scontra con il manager e lo allontana dal suo progetto, il quale vedeva Marley e i The Wailers protagonisti di una tournée in Africa.
Nello stesso periodo, durante una partita di calcio Bob si accorge di una ferita sull'alluce ma, non dandogli importanza, continua esibirsi e a giocare a calcio. Nel luglio del 1977, Bob si convince di far controllare la ferita, che nel frattempo è peggiorata: la diagnosi è un melanoma acrale lentigginoso, cresciuto sotto l'unghia dell'alluce; la soluzione, per impedire al cancro di diffondersi, è l'amputazione ma, per motivi legati alla sua religione, Bob rifiuta e continua ad esibirsi. Venuta a sapere della sua malattia, Rita fa ritorno a Londra, trovando Bob molto sofferente, il quale spiega alla moglie di quanto sia difficile per lui essere messaggero di pace senza essere in pace con se stesso; inoltre, Bob mostra a Rita un anello regalatogli da alcune donne provenienti dall'Etiopia, patria del rastafarianesimo e del suo leader, l'imperatore Hailé Selassié. La moglie spiega che quel dono è un segno di Ras Tafari, ovvero il Dio rastafariano, il quale ha scelto lui come messaggero e portatore di pace nel mondo.
L'anno seguente, Bob ritorna in Giamaica tra l'entusiasmo generale: decide quindi di recarsi nel luogo dove, la sera del 3 dicembre del 1976, ha subito l'attentato; di fronte alle pareti, dove ancora sono presenti i fori dei proiettili, Bob incontra il ragazzo che gli ha sparato, il quale chiede, e ottiene, il perdono del cantante, che però gli consiglia di redimersi e di cercare la pace interiore. Una sera, di fronte ad un falò nel suo giardino, imbraccia la chitarra e comincia a cantare uno dei suoi capolavori, Redemption Song, commuovendo la moglie e i figli; proprio Rita, sentendo le parole forti e decise della canzone, chiede al marito da quanto stia lavorando a tutto ciò, il quale risponde "Da tutta la vita", facendo intendere alla moglie quanto sia difficile per lui farsi portatore del messaggio di Ras Tafari. Il 22 aprile dello stesso anno, Bob Marley, i The Wailers e le I Threes prendono parte al One Love Peace Concert, evento organizzato dallo stesso Marley per fermare le ostilità e riappacificare i due leader rivali.
Poco prima di salire sul palco, Bob ha lo stesso flashback che lo assale prima di ogni concerto, e che lo riempie di dubbi; questa volta, però, la figura con la divisa marina britannica a cavallo ha un volto: non è suo padre, ma Hailé Selassié, che porge al piccolo Bob l'anello e che lo fa salire sul cavallo bianco. Le fiamme hanno lasciato spazio ad una radura verde illuminata dal sole splendente nel cielo azzurro; solo ora Bob comprende il significato di questo flashback: è lui l'unico messaggero di pace per il popolo fedele a Ras Tafari.
Nel finale il film spiega che il cancro porta Bob Marley alla morte l'11 maggio del 1981, all'età di 36 anni, inserendo immagini di repertorio del cantante.

## Produzione

### Sviluppo

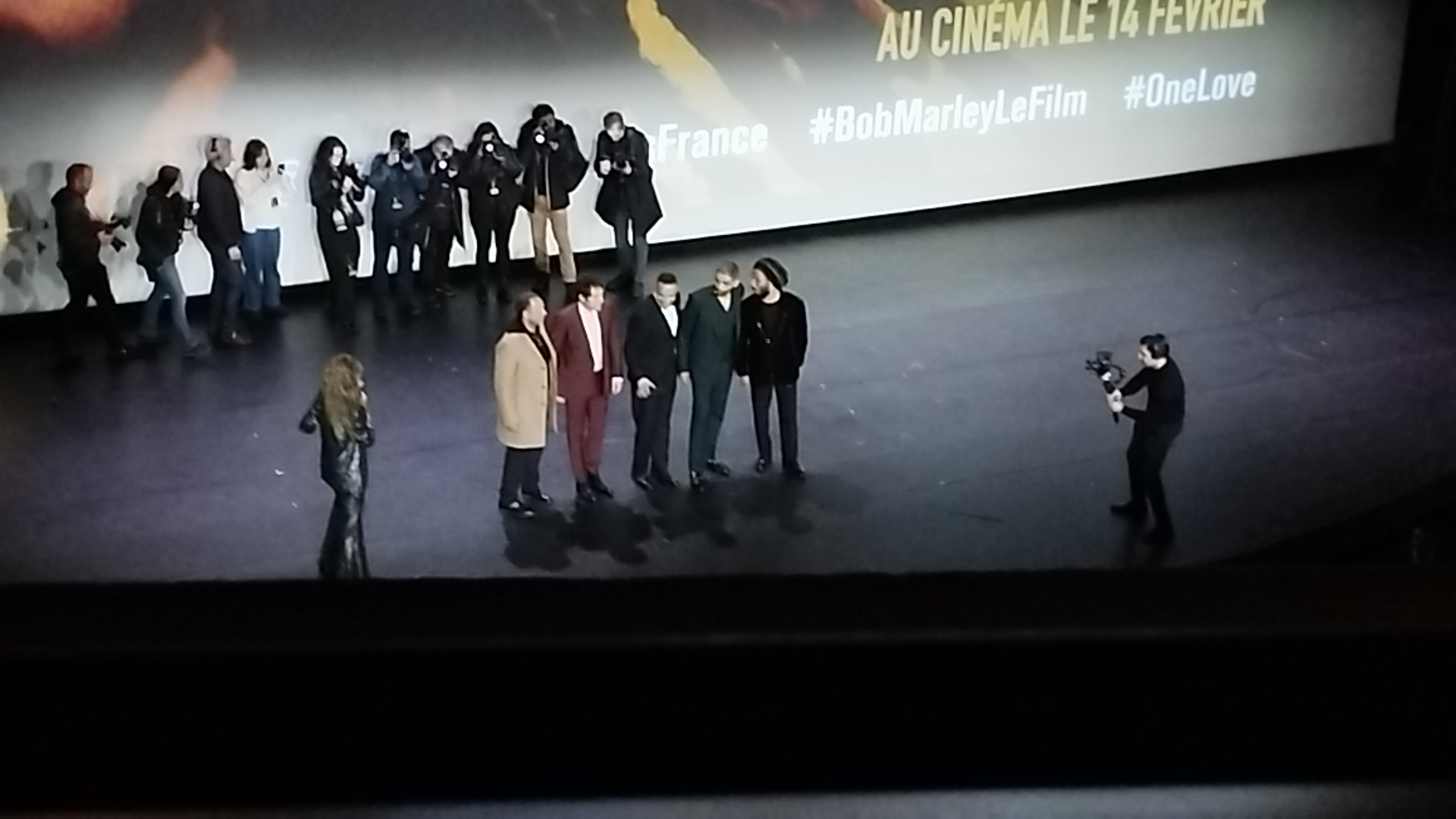
Il cast al completo alla premiere della pellicola

Già nel giugno del 2018 è stato annunciato che la Paramount Pictures era in trattative per realizzare un film biografico basato sulla vita del cantautore Bob Marley, con il figlio di Marley, Ziggy Marley, che l'avrebbe prodotto. Nel marzo 2021, Reinaldo Marcus Green ha assunto la regia del film, con la sceneggiatura di Zach Baylin, Frank E. Flowers e Terence Winter.

### Cast
A febbraio del 2022, Kingsley Ben-Adir è stato scelto per interpretare il cantautore, dopo una ricerca durata oltre un anno e andata in giro per tutto il mondo per trovare l'attore adatto. Ad agosto dello stesso anno, Lashana Lynch si è unita al cast per vestire i panni della moglie di Bob, la cantante Rita Marley. Nel febbraio del 2023, infine, Michael Gandolfini, Nadine Marshall, James Norton e Anthony Welsh si sono uniti al cast.

### Riprese
Le riprese del film sono iniziate tra Londra e Giamaica nel dicembre 2022, e si sono concluse nell'aprile 2023.

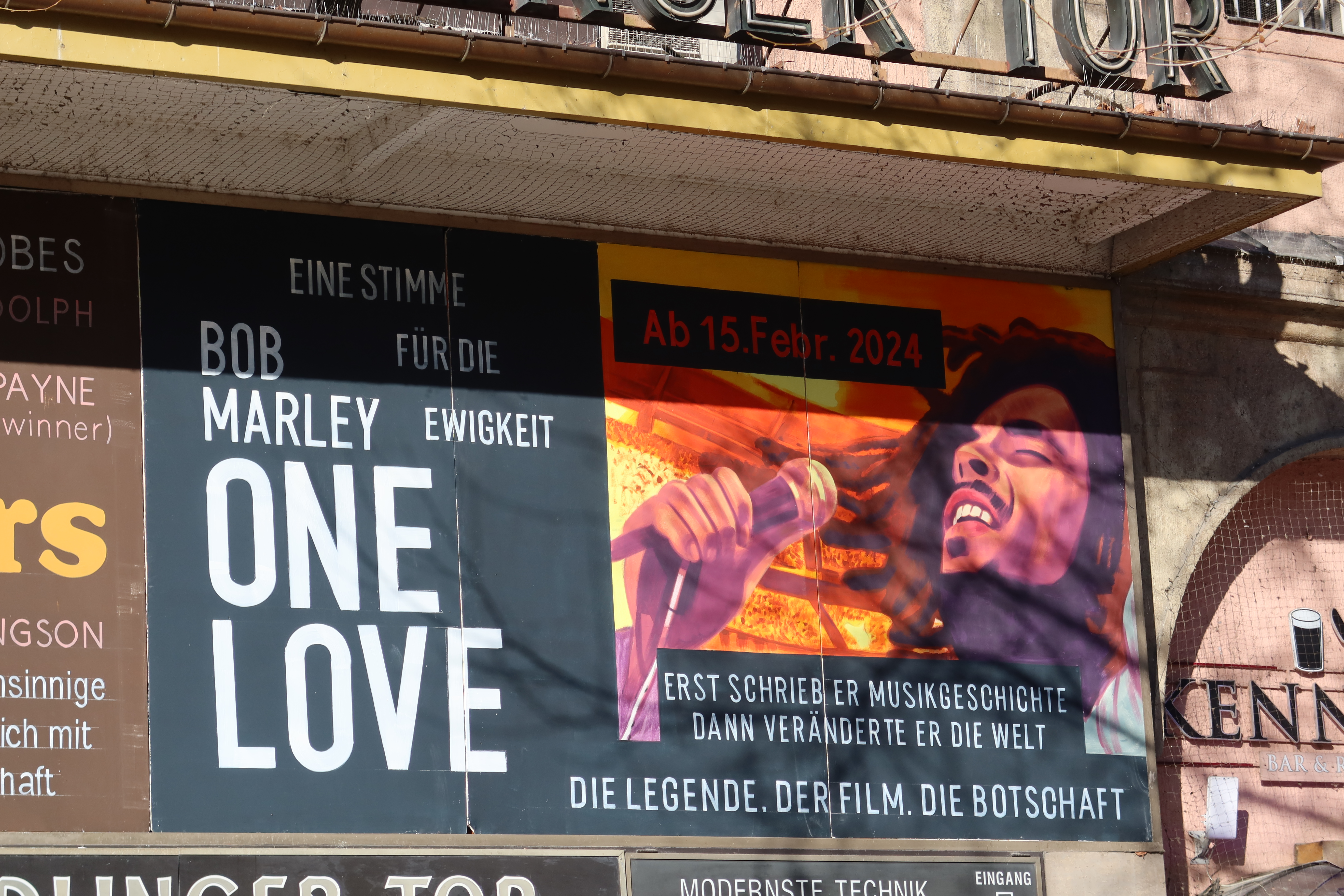
Poster del film a Monaco di Baviera

## Promozione
Il 5 luglio viene diffusa la prima locandina del film, mentre il trailer ufficiale viene diffuso il giorno seguente, 6 luglio.

## Distribuzione
Bob Marley: One Love è stato presentato in anteprima mondiale, su richiesta dei famigliari di Bob Marley, nella città natale del cantante, Kingston, il 23 gennaio 2024.
Il film è stato distribuito nelle sale cinematografiche nordamericane a partire dal 14 febbraio 2024 ed in quelle italiane dal 22 febbraio.

### Home media
Il film è stato infine distribuito in streaming sulla piattaforma Paramount+, a partire dal 12 aprile 2024.

## Accoglienza

### Incassi
A fronte di un budget di 70 milioni di dollari, il film ha incassato 96981216 $ in Nordamerica e 83935386 $ nel resto del mondo, per un totale di 180916602 $. In Italia ha incassato 2952204 €.

### Critica
Il film ha ricevuto recensioni miste da parte della critica. Sull'aggregatore di recensioni Rotten Tomatoes ha un indice di gradimento del 43% basato su 198 recensioni, con un voto medio di 5,4 su 10. Su Metacritic ottiene un punteggio di 43 su 100 basato su 36 recensioni.

## Riconoscimenti
- 2024 - National Film Award[19]
  - Candidatura per il miglior attore a Kingsley Ben-Adir
  - Candidatura per la miglior performance straordinaria a Kingsley Ben-Adir
  - Candidatura per il miglior film
  - Candidatura per il miglior film internazionale